# Riichi Sekiyama
Sekiyama Riichi (関山利一 ?) (1 de enero de 1909, Hyogo, Japón—31 de enero de 1970) fue un jugador de go profesional.

## Biografía
Ganó el primer Torneo Honinbo y primer gran título de Japón contra Kato Shin. La final quedó empate a 3 y fue Riichi quién ganó el título debido a la haber realizado un mejor torneo clasificatorio. Durante la segunda partida del segundo Torneo Honinbo enfermó y tuvo que abandonar.

## Campeonatos y subcampeonatos
| Título  | Años ganado |
| ------- | ----------- |
| Honinbo | 1941        |

| Título  | Años perdido |
| ------- | ------------ |
| Honinbo | 1943         |